# گمینا زاکژوو (استان لهستان بزرگ‌تر)
گمینا زاکژوو (استان لهستان بزرگ‌تر) (به لهستانی:  Gmina Zakrzewo) یک گمینا در لهستان است که در شهرستان زوتوف واقع شده‌است. گمینا زاکژوو ۱۶۲٫۵۲ کیلومتر مربع مساحت و ۴٬۸۱۰ نفر جمعیت دارد.